# Jardines Kawachi Fuji
Los jardines Kawachi Fuji o jardines de glicinas de Kawachi se encuentran ubicados en una ciudad de Japón llamada Kitakyushu. Esta se ubica en la prefectura de Fukuoka, dentro de la isla de Kyushu.

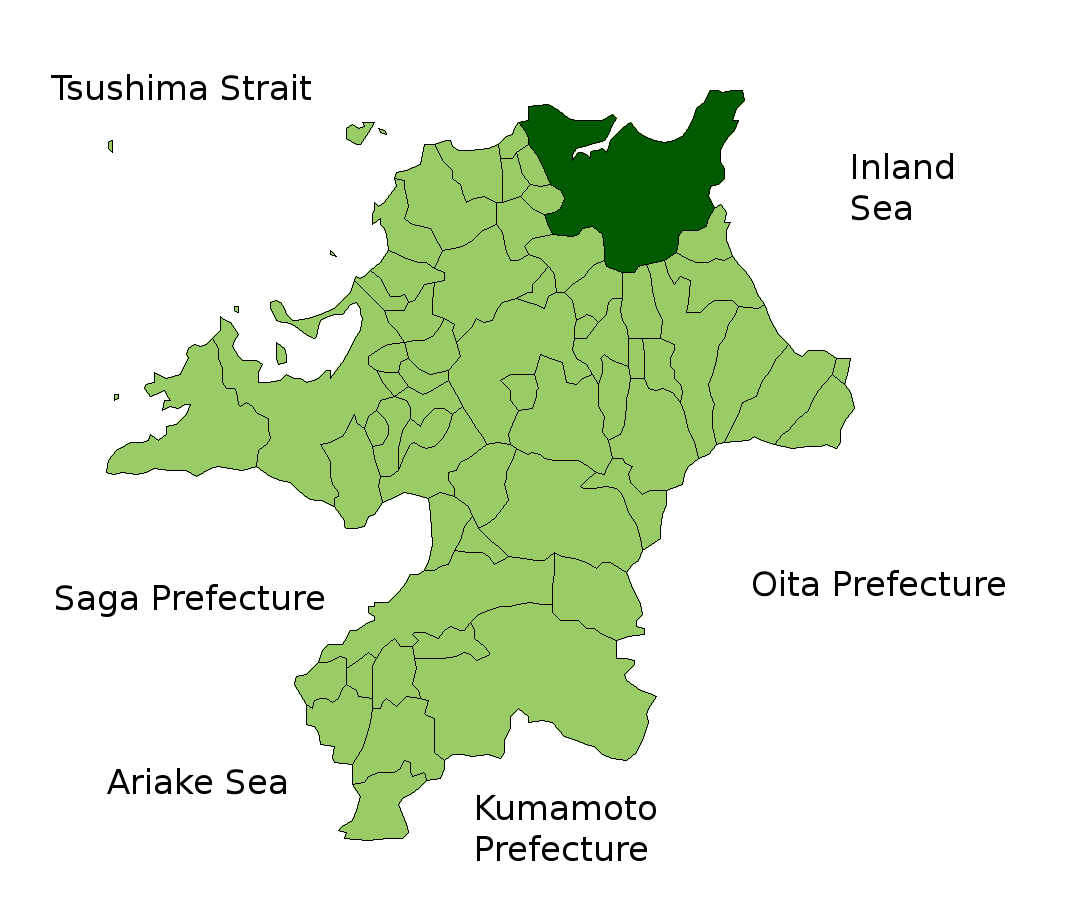
Ubicación de la ciudad de Kitakyushu, en la prefectura de Fukuoka

Es un sitio privado, y por eso los turistas deben pagar la entrada. En temporada baja el ingreso cuesta 300 yenes y en temporada alta sube a 900 yenes.
La mejor época del año para visitar este sitio turístico es a finales de abril y principios de mayo debido a que en estas fechas, durante 20 días aproximadamente, se puede visualizar un gran espectáculo de color y aromas embriagantes. Sin embargo, eso varía según el clima que se esté presentando en cada año. El festival de la Wisteria inicia en estas fechas y finaliza en la “Semana Dorada”, del 27 al 29 de abril.
En los jardines de Kawachi existen más de 150 plantas de glicinas del género Wisteria. Una planta endémica famosa en todo el mundo debido a su uso para la decoración romántica y mística de espacios tales como jardines y parques.
En este tipo de planta se puede visualizar alrededor de 20 especies. Las más reconocidas son: 
- Wisteria sinensis, originaria de China
- Wisteria floribunda, la "glicina de Japón".

Desde Tokio el recorrido para llegar a los jardines es de 5 horas si se toma el tren Nozomi de alta velocidad.

## Túnel de las glicinas en flor
La principal atracción del Kawachi Fuji son los túneles con flores glicina.
Estos túneles se conforman gracias al arbusto leñoso y trepador que resulta del cultivo de estas plantas ornamentales y se complementa con unos soportes. Existe un entramado, ya que las glicinas se cuelgan en las estructuras utilizando sus ramas para trepar sobre otras plantas enrollándolas ya sea en el sentido de las agujas del reloj o en sentido contrario. Es por esto que pueden subir hasta 20 metros del suelo y unos 10 metros hacia los lados. En primavera logran cubrir casi 1.000 metros cuadrados de los jardines de Kawachi.

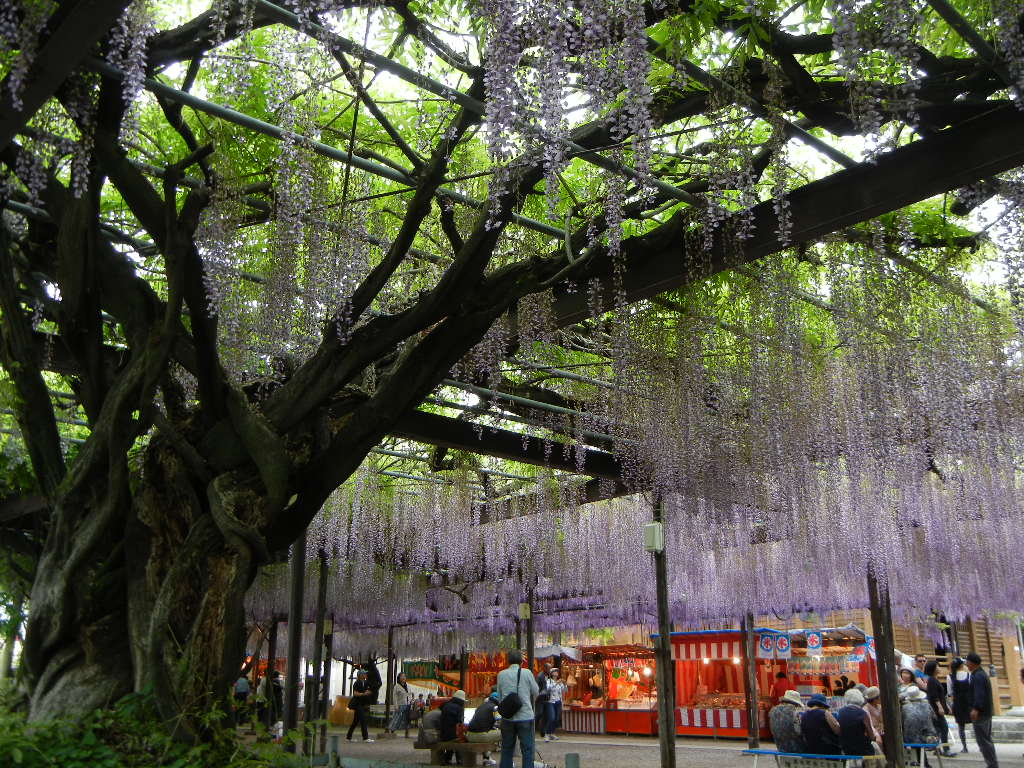
Enredaderas de flores glicinas

Se pueden encontrar diferentes tonalidades en las flores que da como fruto esta planta. Los colores dependen de la especie y varían entre blanco, azul, púrpura, rosado, amarillo y violeta. Generalmente alcanzan entre 10 cm y 1 metro de largo.
La atracción principal del jardín es el túnel de glicinas que permite a los visitantes caminar por un túnel bajo una explosión de color.